# Храм иконы Божией Матери «Целительница» (Шатура)
Храм иконы Божией Матери «Целительница» — православный храм Шатурского благочиния Московской епархии. Расположен в городе Шатура Московской области.

## История
В 2003 году при онкологическом отделении Центральной районной больницы города Шатуры в специально выделенном помещении был устроен храм Иконы Божией Матери «Целительница». Храм был приписан к Покровской церкви села Власово.
В 2004 году при капитальном ремонте храм был разобран.
В 2008 году храм разместили в отдельном помещении на территории ЦРБ. В настоящее время в храме регулярно совершаются богослужения.
Настоятель храма: священник Иоанн Депутатов.